# Museo de las Islas Malvinas
El «Museo de las Islas Malvinas» (Falkland Islands Museum and National Trust, anteriormente Britannia House Museum) estaba ubicado en la «casa Britannia» en Puerto Argentino/Stanley, la capital de las islas Malvinas, un archipiélago situado en el sudoeste del océano Atlántico Sur. En 2014 se inauguró un nuevo museo histórico en el sector céntrico de Puerto Argentino/Stanley, llamándose Historic Dockyard Museum.
Está dirigido por una organización benéfica: el «Falkland Islands Museum and National Trust» (FIMNT). El museo no tiene una política formal de las colecciones, pero cubre la historia natural y cultural del archipiélago.
Los administradores muestran a visitantes y residentes la historia, el desarrollo, forma de vida, y tradiciones del archipiélago y sus habitantes. De manera menos visible, también se encargan de recopilar, proteger y preservar, textos, objetos, pecios y cascos de barcos hundidos, y sitios o estructuras de importancia histórica en todo el archipiélago.

## Historia

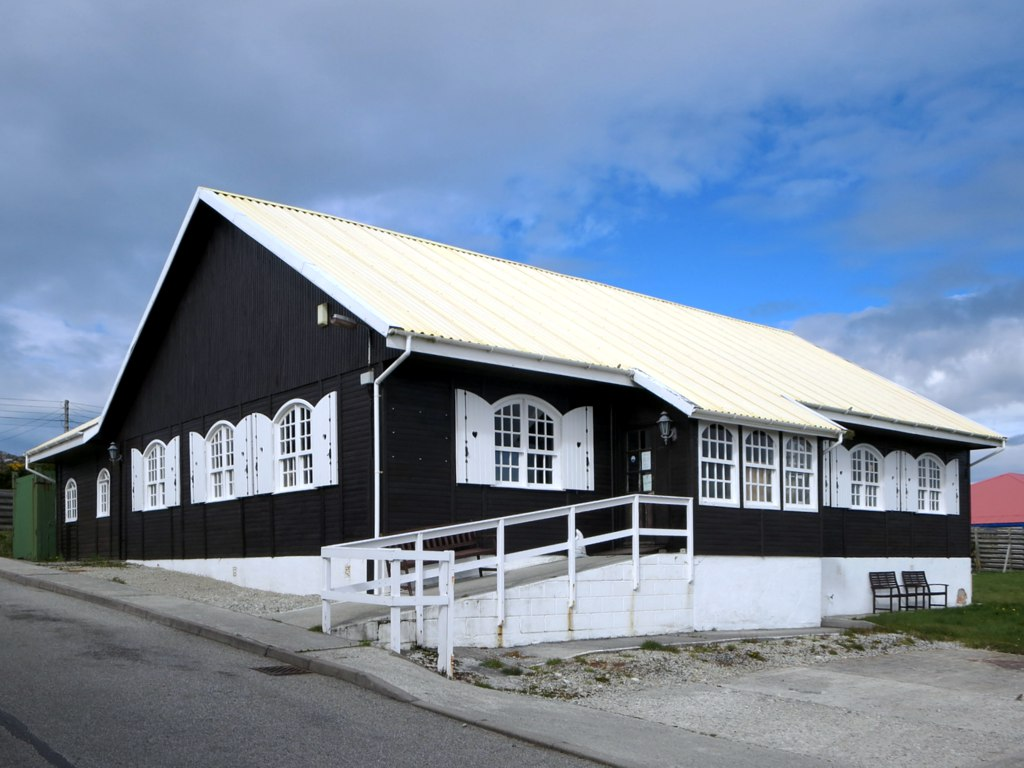
Britannia House.

El museo fue fundado en el año 1987, gracias al esfuerzo del historiador local John Smith; fue inaugurado oficialmente el 13 de febrero de 1989 por el exgobernador de las islas Malvinas, Rex Masterman Hunt. En 2012 su curadora es Leona Roberts, mientras que su curador adjunto es Colin Patterson-Smith.  
El lugar elegido para instalarlo es la «casa Britannia» («Britannia house»), un edificio de techo amarillo y paredes negras, que se encuentra a 75 metros de la costa marina, a 300 m de la residencia del gobernador, y a 1700 m al oeste del muelle principal de la localidad. Sus coordenadas son: 51°41'27.81"S 57°52'53.84"O. 
El edificio fue construido en el año 1981 por el estado argentino, sirviendo como residencia del comodoro del aire argentino que representaba a una línea aérea operada por la Fuerza Aérea Argentina: Líneas Aéreas del Estado (LADE), que hasta la Guerra de las Malvinas, en el año 1982, efectuaba los servicios aéreos de las islas, conectándolas desde el Aeropuerto de Puerto Argentino/Stanley con la ciudad argentina de Comodoro Rivadavia. Luego de la guerra durante años fue la morada del comandante militar del Reino Unido. Cuando la sede de dicho cargo fue trasladada a la Base Aérea de Monte Agradable, al edificio se le dio el destino de ser sede del museo de las islas.

### Nuevo edificio

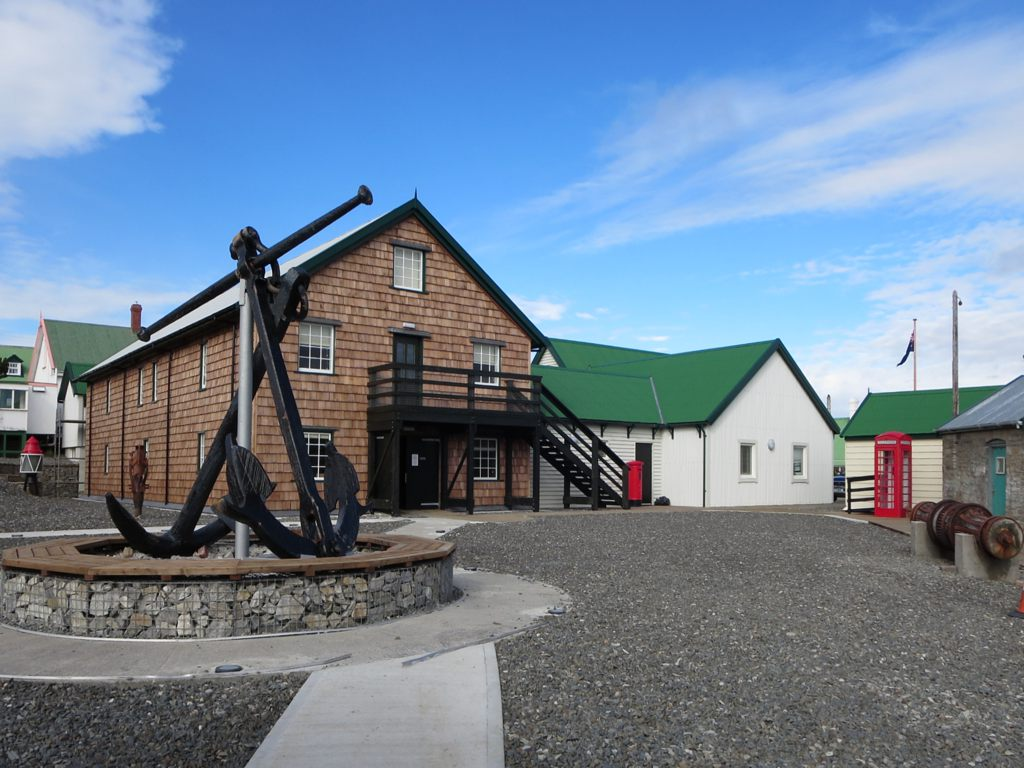
El nuevo museo inaugurado en 2014.

En septiembre de 2014 se inauguró un nuevo museo en la zona céntrica de la capital isleña en las costas de la Rada de Puerto Argentino/Stanley para dar a conocer la historia e identidad malvinense. Se denomina «Historic Dockyard Museum» (Museo Histórico del Astillero). Posee una campana que data desde la fundación de la localidad hacia 1845 cuando se trasladó la capital desde el asentamiento, primero francés, luego español y posteriormente argentino, de Puerto Soledad. El nuevo museo abarca las instalaciones más antiguas de la capital: el Almacén Central, la herrería, entre otros edificios más pequeños. También incluirá la primera prisión, que se encuentra en obras de restauración. También incluye objetos cotidianos y la experiencia de los jóvenes habitantes durante la guerra de 1982.
Hay una figura de un caballo tamaño natural y una decena de monturas utilizadas por los gauchos argentinos y uruguayos llegados entre 1820 y 1850, además de palabras en idioma español que se fueron fusionando en el inglés malvinense. También hay restos de naufragios, instrumentos musicales y ambientes que emulan la vida del Camp (zonas rurales de las islas). Las secciones son: Historia social, Historia marítima, Historia natural y pioneros de la Antártida.

## Descripción

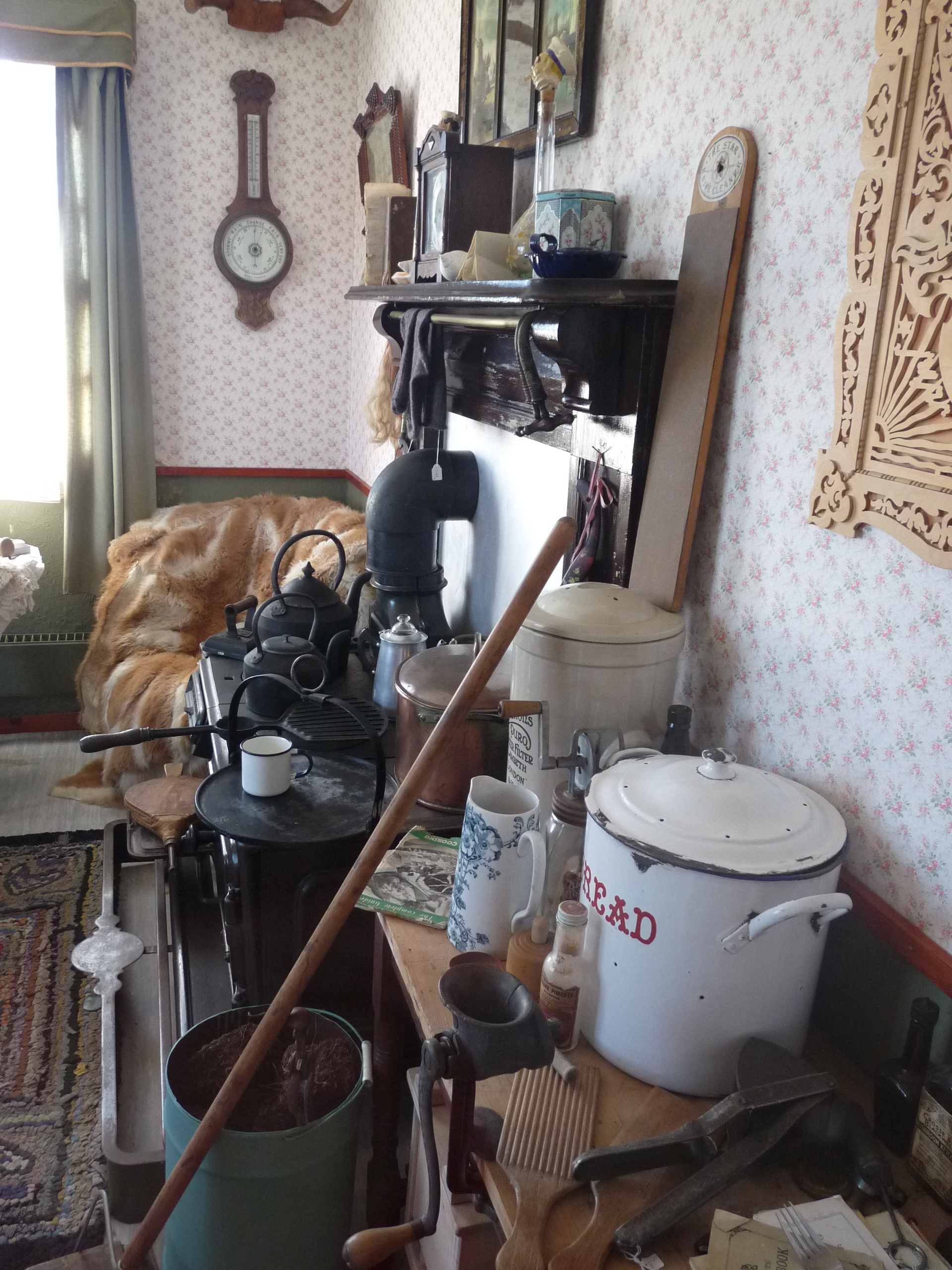
Interior del museo.

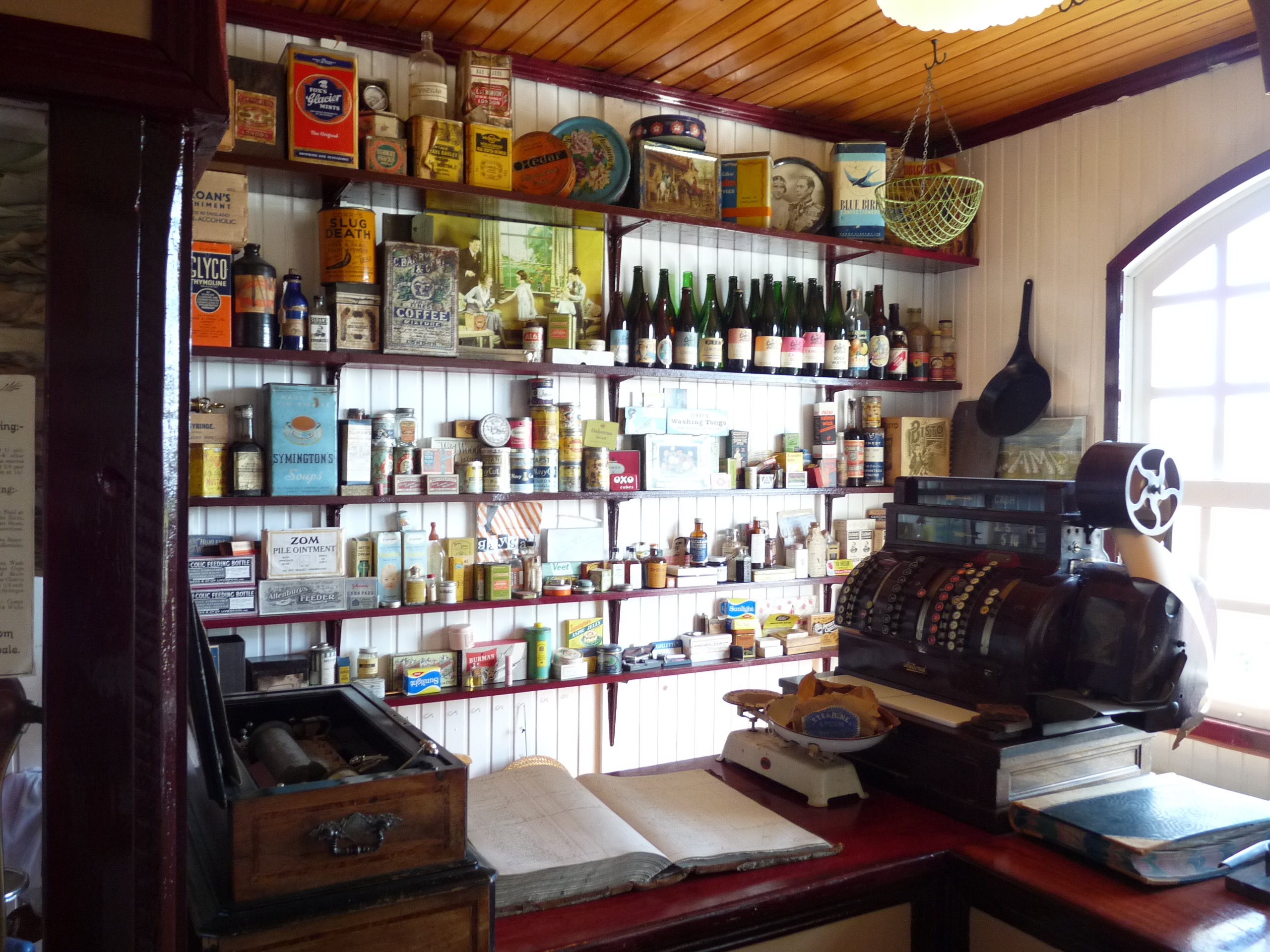
Interior del museo.

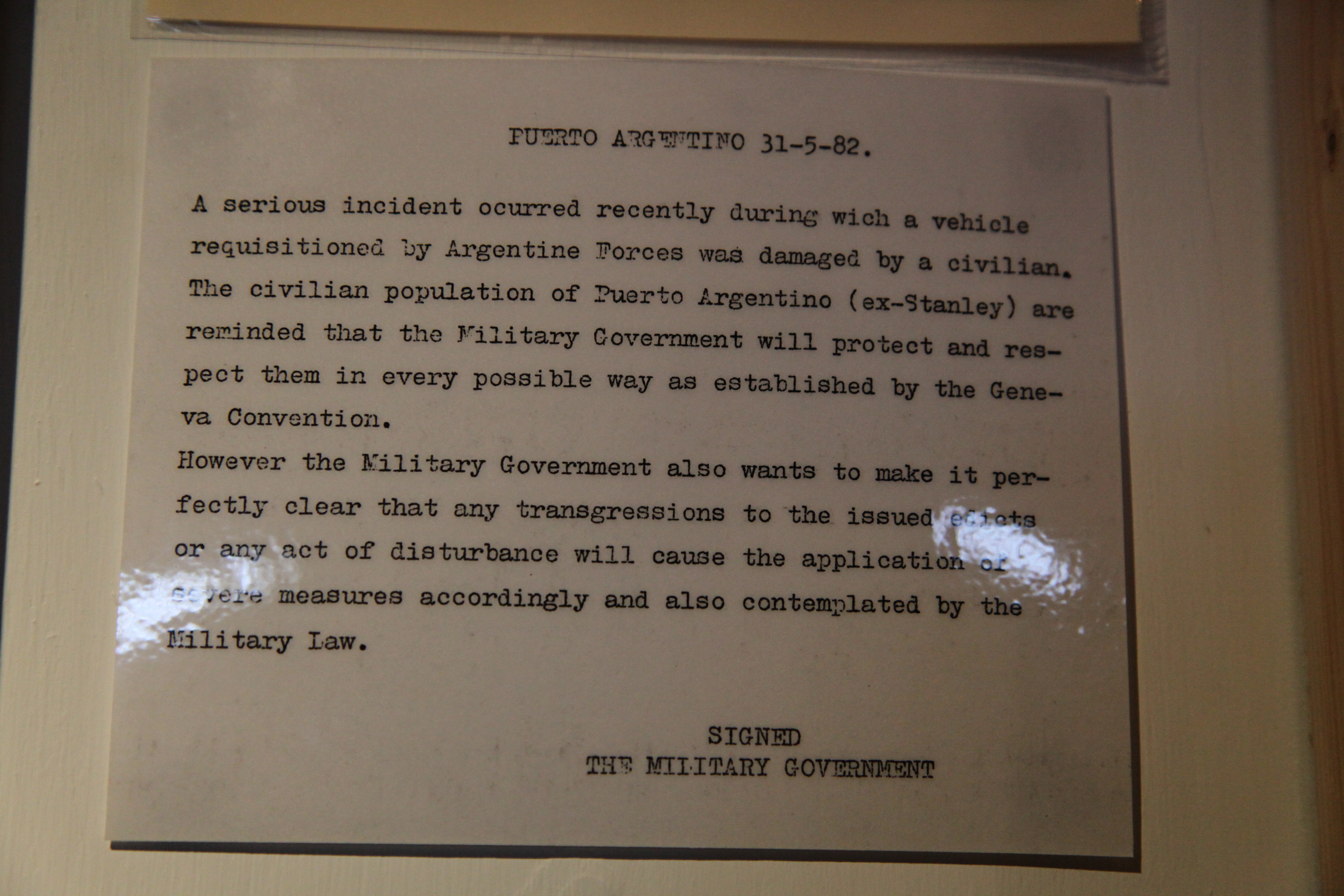
Mensaje del gobierno militar argentino durante 1982 dirigiéndose en idioma inglés a la población de «Puerto Argentino (ex Stanley)».

Varias salas se distribuyen en un espacio de 150 m².
La muestra presenta la historia de la población de las islas, la primitiva colonia hispano-argentina, su desalojo por las fuerzas del Reino Unido, y la posterior colonización por una comunidad de ganaderos británicos, la que se dedica hasta el día de hoy a la cría de ganado ovino.
El espacio principal muestra la historia marítima del archipiélago e incluye elementos de barcos, maquetas de buques destacados, o detalles de la batalla de las Malvinas, durante la Segunda Guerra Mundial que, libraron en las aguas del archipiélago británicos y alemanes.
Dos salas están dedicadas a la guerra de 1982. Contienen: una bandera argentina capturada como trofeo de guerra, fotografías, pinturas,objetos de las tropas británicas, fusiles, revólveres, y hasta las raciones de alimento de las tropas argentinas, a la vez que cartas escritas por sus connacionales. Detrás de una vitrina se ha recreado una trinchera argentina, con elementos reales encontrados en ellas, como dados, abrigos, paquetes de cigarrillos, zapatillas, etc.
Una sala recrean la vida de los isleños a principios del siglo XX, y muestra productos que se consumían en las islas en aquella época, como chocolate en polvo, latas de conservas, envases de leche, etc.
La sala de Historia Natural presenta, mediante ejemplares taxidermizados, la fauna de las islas, en especial sus especies de pingüinos, además de información sobre la fauna, la flora, y la geología del archipiélago.
En el parque del museo, se exhibe la reconstrucción de la «cabaña Reclus» (Reclus Hut) una vivienda de investigación antártica de la década de 1950.

## Visitas
El museo es un importante atractivo turístico para los viajeros que visitan las islas en los cruceros que recorren el Atlántico sudoeste. Se localiza sobre la calle HoldFast Road. Cobra un ingreso por persona de 3 libras. Se puede conocer, desde noviembre hasta finales de marzo, de lunes a viernes de 9:30 a 16.00; y los fines de semana de 14 a 16. Los días de arribo de cruceros el horario suele ser extendido.
De abril hasta finales de octubre, la temporada baja de las islas, permanece abierto de lunes a viernes de 9.30 a 12 y de 13:30 a 16; mientras que los fines de semana lo hace de 14 a 16.